# Welter Racing WR LMP2008
Chronologie des modèles (2008 - 2010)
Welter Racing WR LMP2004
La Welter Racing WR LMP2008 est voiture course du constructeur français Welter Racing. Elle est homologuée pour courir dans la catégorie LMP2 de l'Automobile Club de l'Ouest.

## Aspects techniques
Elle est équipée d'un moteur V8 Zytek qui développe une puissance d'environ 540 ch à 9 500 tr/min, pour un couple de 441 N. à 8 000 tr/min.

## Histoire en compétition
En 2008, elle participe aux Le Mans Series ainsi qu'aux 24 Heures du Mans,,.